# Ménilles
Ménilles ist eine französische Gemeinde mit 1.722 Einwohnern (Stand: 1. Januar 2022) im Département Eure in der Region Normandie. Sie gehört zum Arrondissement Les Andelys und zum Kanton Pacy-sur-Eure.

## Geografie
Ménilles liegt etwa 15 Kilometer östlich von Évreux am Fluss Eure, der die westliche Gemeindegrenze bildet. Umgeben wird Ménilles von den Nachbargemeinden Houlbec-Cocherel im Norden, Saint-Vincent-des-Bois im Nordosten, Douains im Osten, Pacy-sur-Eure im Süden und Südosten, Croisy-sur-Eure im Südwesten, Vaux-sur-Eure im Westen sowie Hardencourt-Cocherel im Westen und Nordwesten. 

## Bevölkerungsentwicklung
| Jahr                       | 1962 | 1968 | 1975 | 1982 | 1990 | 1999 | 2006 | 2018 |
| Einwohner                  | 956  | 909  | 1183 | 1248 | 1449 | 1382 | 1486 | 1739 |
| Quellen: Cassini und INSEE |      |      |      |      |      |      |      |      |

## Sehenswürdigkeiten
- Kirche Saint-Pierre-et-Saint-Paul aus dem 16. Jahrhundert, Monument historique
- Großes Schloss Ménilles
- Kleines Schloss

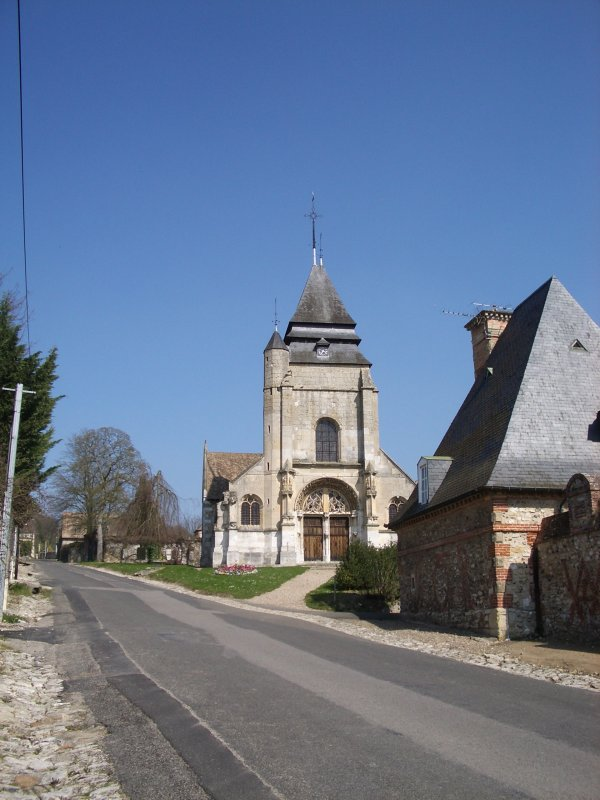
Kirche Saint-Pierre-et-Saint-Paul
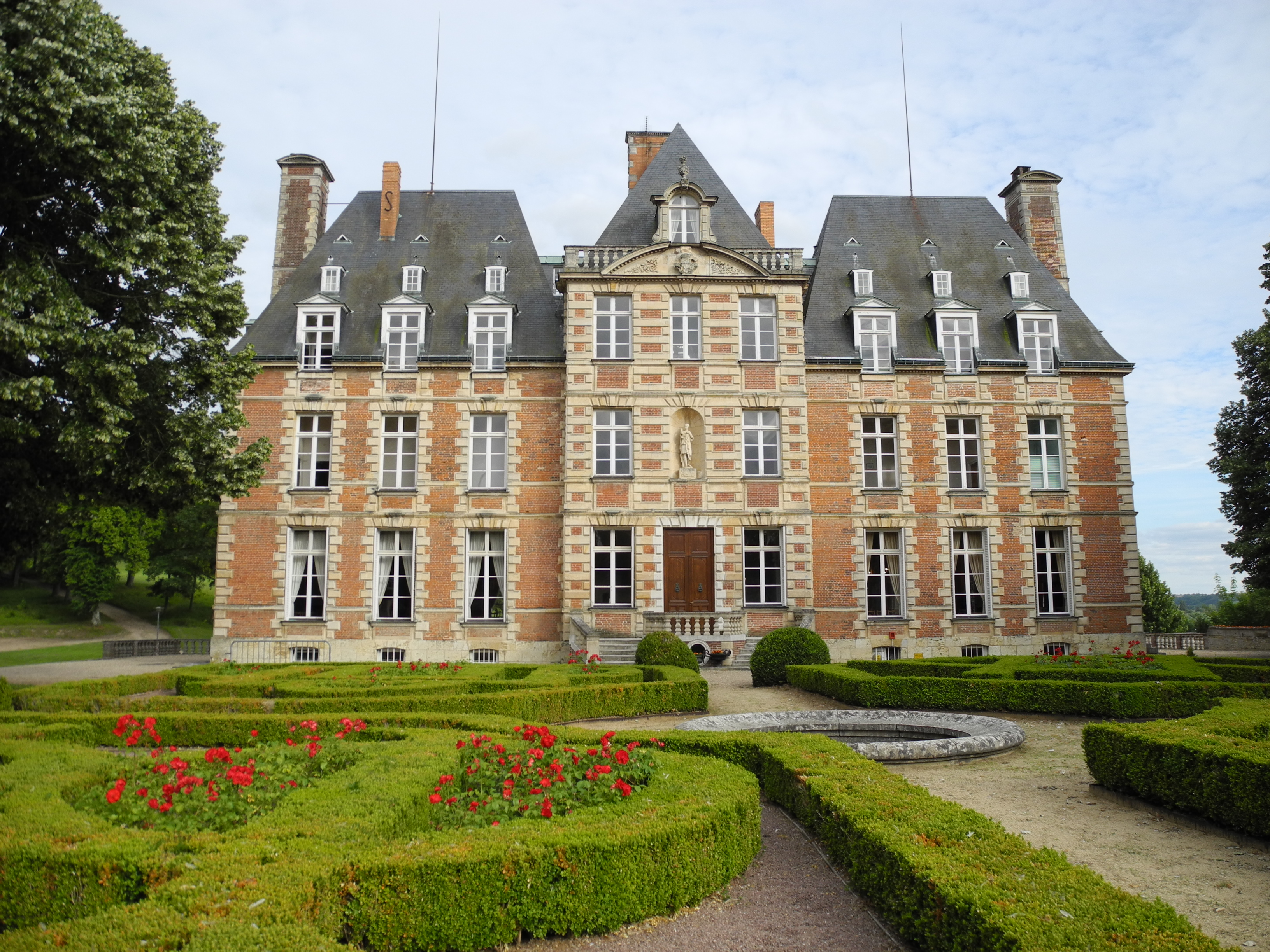
Großes Schloss